# 대전봉명중학교
대전봉명중학교(大田鳳鳴中學校)는 대한민국 대전광역시 유성구 봉명동에 있는 공립 중학교이다.

## 학교 연혁
- 2007년 11월 8일 : 학교 설립 인가
- 2011년 3월 1일 : 3학급 개교
- 2011년 3월 1일 : 초대 김문근 교장 취임
- 2011년 3월 4일 : 제1회 입학식(96명)
- 2014년 2월 13일 : 제1회 졸업식(120명)
- 2014년 3월 9일 : 부설 방송통신중학교 개교
- 2023년 3월 1일 : 제6대 서재하 교장 취임
- 2024년 1월 12일 : 제11회 졸업식(10학급 271명, 총 2,573명)
- 2024년 3월 4일 : 제14회 입학식(8학급 157명)

## 참고 자료
- 대전봉명중학교 - 한국교육학술정보원 학교알리미